# Замедянцы
Замедянцы — деревня в Слободском районе Кировской области России. Входит в состав Бобинского сельского поселения.

## География
Деревня находится на севере центральной части Кировской области, в подзоне южной тайги, на правом берегу реки Медянки, на расстоянии приблизительно 19 километров (по прямой) к западу-северо-западу (WNW) от города Слободского, административного центра района.
Климат
Климат характеризуется как континентальный, с продолжительной холодной многоснежной зимой и умеренно тёплым летом. Среднегодовая температура — 1,5 °C. Средняя температура воздуха самого холодного месяца (января) составляет −14,2 °C (абсолютный минимум — −45 °С); самого тёплого месяца (июля) — 17,8 °C (абсолютный максимум — 35 °С). Безморозный период длится в течение 120—125 дней. Годовое количество атмосферных осадков — 550—600 мм, из которых около 70 % выпадает в тёплый период. Снежный покров устанавливается в конце октября и держится около шести месяцев.

## История
Первоначально была известна как починок Посничка Борнякова. В 1762 году в населённом пункте, принадлежавшем в тот период Вятскому архиерею, числилось 52 жителя. В 1873 году в деревне было учтено 10 дворов и 62 жителя; в 1905 году — 12 дворов и 62 жителя; в 1926 году — 13 хозяйств и 68 человек; в 1950 году — 11 хозяйств и 34 жителя. В 1989 году проживало 65 человек. Современное название утвердилось с 1939 года.

## Население
| 2010 |
| ---- |
| 0    |